# Công Bằng
Công Bằng là một xã thuộc huyện Pác Nặm, tỉnh Bắc Kạn, Việt Nam.

## Địa lý
Xã Công Bằng có vị trí địa lý:
- Phía bắc giáp tỉnh Cao Bằng và xã Nhạn Môn
- Phía đông giáp xã Giáo Hiệu
- Phía nam giáp xã Cổ Linh và tỉnh Tuyên Quang
- Phía tây giáp tỉnh Tuyên Quang.

Xã Công Bằng có diện tích 53,35 km², dân số năm 2019 là 3.036 người, mật độ dân số đạt 54 người/km².
Xã Công Bằng có địa hình đồi núi cao phức tạp, nhiều núi cao, khe sâu. Độ cao trung bình 750-950m, trong đó có núi cao trên 1000m như núi Phja Mạ cao 1313m.
Công Bằng có các dòng suối như Khen Nùn, Nặm Sai, Nà Giàng và Tả Cáp chảy trên địa bàn và rồi hợp thành một trong hai nhánh chính của thượng lưu sông Năng ngay trên địa phận xã.

## Hành chính
Toàn xã có 9 thôn bản: Trung Hoà, Nà Chảo, Nà Tậu, Phja Mạ, Nặm Sai, Khên Lền, Nặm Cáp, Cốc Nọt và Phiêng Luông với 667 hộ = 3.148 nhân khẩu, gồm 6 dân tộc cùng sinh sống là: Tày, Nùng, Mông, Dao, Sán Chỉ và dân tộc Kinh. Trong đó có tới 87,2% lao động nông nghiệp.